# Union Grove (Alabama)

## 
O diagrama seguinte representa as localidades num raio de 24 km ao redor de Union Grove.